# Giovanni Battista Rampoldi
Giovanni Battista Rampoldi (Uboldo, 17 agosto 1761 – Milano, 21 agosto 1836) è stato un islamista, pedagogista, geografo e funzionario italiano, studioso e storico del mondo musulmano, oltre che autore poligrafo.

## Biografia
Rampoldi fu una figura isolata, che operò al di fuori dell'ambiente accademico: l'attività da cui traeva sostentamento consisteva in un impiego alle dogane di Milano, dove occupava una posizione lavorativa di medio livello. Per motivi non chiari legati al suo lavoro, ebbe modo, tuttavia, tra il 1780 e il 1790, di compiere diversi viaggi in Africa e in Oriente (Turchia, Siria, Egitto, Nordafrica), che gli diedero la possibilità di apprendere l'arabo, sebbene in modo approssimativo, e di maturare la conoscenza del mondo musulmano.

### Annali musulmani
Il suo magnum opus è costituito dai dodici volumi degli Annali musulmani, pubblicati tra il 1822 e il 1826. Si tratta di un'opera di impostazione essenzialmente compilativa, che, nei contenuti, dipende in misura notevole da opere di studiosi europei, in particolare dagli articoli contenuti nella Bibliothèque Orientale, opera di Barthélemy d'Herbelot de Molainville compilata in forma di dizionario.
Nonostante la loro natura compilativa, gli Annali costituiscono un lavoro importante: Rampoldi, nell'intento di «raccogliere in un corpus storico e cronachistico le più antiche memorie del mondo musulmano» si rese autore del «primo tentativo di un'ampia storia degli stati islamici». Altra caratteristica pregevole dell'opera è l'assenza, in pieno spirito illuminista, di ogni pregiudizio nei confronti del mondo musulmano, sebbene l'autore, nel confrontare l'impero califfale islamico con l'impero romano, accordi una personale preferenza a quest'ultimo, una predilezione però, basata solo sulla ragion politica, più illuminista rispetto alla ragione religiosa.
Tuttavia, l'opera di Rampoldi, isolata dai circuiti di formazione e trasmissione del sapere accademico, non ebbe alcuna influenza sull'orientalismo italiano dell'epoca. Allo stato attuale, una delle difficoltà che si incontra nell'utilizzo della sua compilazione risiede nell'uso che egli fa delle fonti, che si traduce spesso nella problematicità nel dirimere la provenienza delle numerose citazioni di autori, laddove si voglia discernere le informazioni di prima mano da quelle che rimandano a opere di altri autori europei.

### Altre opere
Scrisse anche una biografia di Maometto, pubblicata a Milano nel 1823.
Fu anche un prolifico scrittore di opere compilative su argomenti di indole molto disparata: la sua vena di autore poligrafo si espresse in opere  geografiche, corografiche, educative, storiche, ecc. Tra esse vi fu una Corografia dell'Italia, pubblicata in tre volumi nel 1831-1833, e delle opere enciclopediche destinate all'educazione dei giovani e degli adulti.

## Opere
- Annali musulmani, 12 volumi, Milano, 1822-1826.
- Vita di Maometto, scritta dall'autore degli Annali musulmani, Felice Rusconi, Milano, 1823 (on line su Google books)
- Enciclopedia de' Fanciulli: o sia Idee generali delle cose nelle quali i fanciulli debbono essere ammaestrati, Milano, 1820;
- Nuova enciclopedia dei giovanetti, Milano, 1826.
- Nuovo dizionario degli uomini illustri, Milano, 1822-23.
- Manuale di cronologia universale, Milano, 1828.
- Corografia dell'Italia, 3 volumi, Milano, 1832-36.